# Symphyodon orientalis
Symphyodon orientalis là một loài rêu trong họ Daltoniaceae. Loài này được Mitt. Broth. ex Paris mô tả khoa học đầu tiên năm 1909.